# Carl Bechler
Karl Felix John Bechler (* 14. Februar 1886 in Danzig; † 29. März 1945 ebd.) war ein deutscher Sprinter und Speerwerfer.

## Leben
Bei den Olympischen Spielen 1908 in London schied er über 100 Meter im Vorlauf aus. Seine Platzierung im Speerwurf (Mittelgriff) ist nicht überliefert.
Bechler startete für den SpVgg ASCO Königsberg. Später war er Studienrat und langjähriger Leiter der Danziger Verkehrszentrale; außerdem betätigte er sich literarisch. Weil er mit einer Jüdin verheiratet war, verlor er unter dem NS-Regime seine Stellung. Er starb beim Beschuss eines Luftschutzbunkers.

## Persönliche Bestleistungen
- 100 m: 11,1 s, 1913
- Speerwurf: 49,90 m, 1913

## Schriften
- Das Präfix to im Verlaufe der englischen Sprachgeschichte. Diss. Univ. Königsberg 1909. (Katalogeintrag im B3Kat)
- Der vergessene Regenschirm. Illustrationen: Robert Budzinski. Reihe: Zweifäusterdruck, Bd. 39, 1920.
- Anna Dorothea. Aus den hinterlassenen Papieren meines Urgroßvaters. Reihe: Zweifäusterdruck, Bd. 49, 1920.